# Олешківська сільська рада
| Олешківська сільська рада — колишній орган місцевого самоврядування у Снятинському районі Івано-Франківської області з адміністративним центром у с. Олешків. Водоймища на території, підпорядкованій даній раді: річки Прут, Чорнява, Турка. Сільській раді підпорядковані населені пункти: - с. Олешків - с. Любківці |

## Склад ради
Рада складається з 16 депутатів та голови.

### Керівний склад ради
| ПІБ                     | Основні відомості                                                                             | Дата обрання | Дата звільнення |
| ----------------------- | --------------------------------------------------------------------------------------------- | ------------ | --------------- |
| Левко Микола Васильович | Сільський голова, 1958 року народження, освіта, член Всеукраїнського об'єднання 'Батьківщина' | 26.03.2006   | 31.10.2010      |
| Левко Микола Васильович | Сільський голова, 1958 року народження, освіта середня загальна, безпартійний                 | 31.10.2010   |                 |

Примітка: таблиця складена за даними джерела